# United States Special Operations Command North

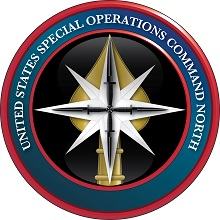
Siegel des SOCNORTH

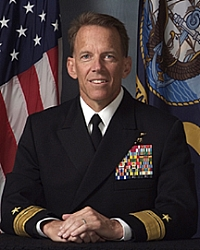
Rear Admiral Kerry M. Metz, erster Kommandeur des SOCNORTH

Das United States Special Operations Command North, kurz USSOCNORTH oder SOCNORTH ist eine Unterverbundkommando der NORTHCOM. Es wurde auf Antrag des NORTHCOM und des SOCOM beim Verteidigungsministerium beantragt und am 31. Dezember 2012 genehmigt. Das Kommando entstand aus dem Special Operations Division, kurz SOD, eine Stabsstelle im J3 Operations Directorate des NORTHCOM. Während das SOD vor allem für die Koordinierung von Spezialeinheiten innerhalb des NORTHCOM zuständig war und zudem als Koordinierungsstelle zum SOCOM fungierte, so soll das SOCNORTH zunehmend in der Drogenbekämpfung in Mexico eingesetzt werden. Dazu sind gemeinsame Übungen von Amerikanischen und Mexikanischen Spezialeinheiten geplant. Erster Kommandeur war Rear Admiral Kerry M. Metz und aktueller Kommandeur ist Brigade General Christopher M. Burns. Das Hauptquartier befindet sich auf der Peterson AFB in Colorado. Das SOCNORTH organisiert jährlich das Antiterror Manöver Vital Archer.